# Stade de Beaumer
Das Stade de Beaumer ist ein Fußballstadion in der komorischen Hauptstadt Moroni. In dem Stadion finden – je nach Angaben – 2.000 bis 3.000 Zuschauer Platz. Auf diesem Platz wurden vor allem in der Vergangenheit Begegnungen der komorischen Fußballnationalmannschaft ausgetragen, so am 17. November 2007 das Qualifikationsspiel zur Fußball-WM 2010 gegen Madagaskar. Mittlerweile werden Länderspiele meistens im 40 km nördlich gelegenen Stade International Saïd Mohamed Cheikh in Mitsamiouli ausgetragen. Vereine aus Moroni treten aber weiterhin im Stade de Beaumer an.